# Regno hascemita dell'Hegiaz
Il Regno hascemita dell'Hegiaz (in arabo المملكة الحجازية الهاشمية‎?, al-Mamlaka al-Ḥijāziyya al-Hāshimiyya) è stato uno Stato monarchico arabo, esistito nell'Hegiaz (penisola arabica) tra il 1916, data della rivolta araba proclamata dallo sceriffo hascemita della Mecca al-Ḥusayn b. ʿAlī, e il 1925, anno della conquista del regno stesso da parte delle forze del sultano del Najd, ʿAbd al-ʿAzīz Āl Saʿūd.

## Storia

Bandiera della rivolta araba (1916-1920)

Bandiera del Regno dell'Hegiaz (1920-1926)

Bandiera del Regno dell'Hegiaz (1926-1932), quando costituiva parte del Regno del Neged e dell'Hegiaz.

La regione araba dell'Hegiaz si liberò dal giogo ottomano grazie al sentimento nazionalistico arabo, alimentato da promesse del Regno Unito, che aveva incaricato il colonnello Thomas Edward Lawrence (poi diventato noto anche come Lawrence d'Arabia) di assistere militarmente e politicamente il figlio dello sceriffo della Mecca, Faysal b. al-Husayn, alla guida della rivolta araba contro la "sublime porta".
Finita la prima guerra mondiale, tuttavia risultarono vane le speranze cullate dagli insorti di veder nascere uno Stato arabo unificato e indipendente. Era infatti evidente la volontà colonialistica franco-britannica di spartirsi i territori arabi vicino-orientali strappati agli ottomani, sulla scorta degli accordi Sykes-Picot, accortamente tenuti segreti e forti della benevolenza della Società delle Nazioni che diede veste giuridica – il mandato – all'occupazione dei Paesi arabi.
Tuttavia il Regno Unito volle in qualche modo ricompensare la famiglia hascemita, che aveva assunto l'onore e l'onere della rivolta e che già aveva dovuto subire lo smacco dell'estinzione del breve Regno Arabo di Siria (1918-1920) da parte dei francesi, che non avevano avuto alcuna esitazione a deporre con le armi il re Fayṣal b. al-Ḥusayn, già capo della rivolta araba, verso il quale pure erano stati prodighi di promesse nel momento del bisogno.
Fu così che, pur prendendo il totale controllo dell'Iraq come mandato, Fayṣal si vide elevato a primo re dell'Iraq, mentre suo fratello maggiore, ʿAbd Allāh b. al-Ḥusayn diventava emiro di Transgiordania, affidata anch'essa in mandato a Londra.
Quando nel 1920, col trattato di Sèvres, la dominazione ottomana fu abolita, il regno fu riconosciuto a livello internazionale con il consenso fondamentale del Regno Unito, che permise a al-Ḥusayn b. ʿAlī di proclamarsi primo re del Ḥijāz. 
L'indipendenza dal Regno Unito fece tuttavia sì che Londra non si muovesse in difesa della giovanissima monarchia allorché si ebbe l'aggressione dei wahhabiti sauditi, malgrado il loro sovrano, il sultano del Neged ʿAbd al-ʿAzīz b. ʿAbd al-Raḥmān Āl Saʿūd, non avesse voluto prendere posizione nel 1916, se restare cioè fedele a Istanbul o appoggiare la rivolta araba.
Il regno del Ḥijāz non sopravvisse all'urto dei guerrieri wahhabiti e neppure servì al vecchio sceriffo della Mecca lasciare nel 1925 il trono al figlio ʿAlī. Il regno fu annesso ai primi del 1926 al sultanato del Neged, prima pietra dell'edificio istituzionale che solo nel 1932 (per il veto britannico all'annessione) diventerà il regno dell'Arabia Saudita grazie alla confluenza nel nuovo regno anche dell'Emirato di Asir.
La via di comunicazione più importante del regno fu a lungo la ferrovia del Ḥijāz, costruita già in epoca ottomana dai tedeschi e che negli anni della presenza saudita cadde progressivamente in disuso, anche per i timori che la strada ferrata che partiva da Istanbul potesse diventare un mezzo per aggredire il nuovo regno saudita.